# Cliff Eidelman
Cliff Eidelman (n. 5 decembrie 1964, Los Angeles, California, SUA) este un compozitor american.

## Filmografie
Această listă este generată cu date din Wikidata și este actualizată periodic de un robot.
 Editările făcute în listă vor fi șterse la următoarea actualizare!
| Titlu                                 | Data lansării | Țară                                              | Regie                  |
| ------------------------------------- | --- | ------------------------------------------------- | ---------------------- |
| Triumph of the Spirit                 | 1989 | Statele Unite ale Americii                        | Robert Milton Young    |
| Dead Man Out                          | 1989-03-12 | Statele Unite ale Americii                        | Richard Pearce         |
| To Die For                            | 1989-05 | Statele Unite ale Americii                        | Deran Sarafian         |
| Animal Behavior                       | 1989-10-29 | Statele Unite ale Americii                        | Jenny Bowen            |
| Crazy People                          | 1990 | Statele Unite ale Americii                        | Tony Bill              |
| Backfield in Motion                   | 1991 | Statele Unite ale Americii                        | Richard Michaels       |
| Delirious                             | 1991 | Statele Unite ale Americii                        | Tom Mankiewicz         |
| Star Trek VI: Tărâmul nedescoperit    | 1991-12-06 1992-03-05 1991 | Statele Unite ale Americii                        | Nicholas Meyer         |
| Christopher Columbus: The Discovery   | 1992 1992-08-20 | Statele Unite ale Americii Regatul Unit Spania    | John Glen              |
| Vânzătorul de iluzii                  | 1992 1993-04-01 | Statele Unite ale Americii                        | Richard Pearce         |
| The Meteor Man                        | 1993 | Statele Unite ale Americii                        | Robert Townsend        |
| Untamed Heart                         | 1993 | Statele Unite ale Americii                        | Tony Bill              |
| A Simple Twist of Fate                | 1994 | Statele Unite ale Americii                        | Gillies MacKinnon      |
| Picture Bride                         | 1994-05 1995-01-22 1995-04-25 1995-04-28 1995-05-05 1996-01-19 1996-05-09 1996-05-10 1996-05-17 1996-06-08 1997-01-17 1997-03-27 | Statele Unite ale Americii Japonia                | Kayo Hatta             |
| My Girl 2                             | 1994-06-30 1994 | Statele Unite ale Americii                        | Howard Zieff           |
| Now and Then                          | 1995 1996-05-02 | Statele Unite ale Americii                        | Lesli Linka Glatter    |
| The Beautician and the Beast          | 1997 | Statele Unite ale Americii                        | Ken Kwapis             |
| Free Willy 3: The Rescue              | 1997-11-18 1998-02-05 | Statele Unite ale Americii                        | Sam Pillsbury          |
| Mamă și fiică                         | 1998 1999-03-18 | Statele Unite ale Americii                        | Carl Franklin          |
| Montana                               | 1998 | Statele Unite ale Americii                        | Jennifer Leitzes       |
| An American Rhapsody                  | 2001 | Statele Unite ale Americii Ungaria                | Éva Gárdos             |
| Biker Boyz                            | 2003 2003-10-30 | Statele Unite ale Americii                        | Reggie Rock Bythewood  |
| The Lizzie McGuire Movie              | 2003-05-02 2003-11-06 | Statele Unite ale Americii Italia                 | Jim Fall               |
| Sexual Life                           | 2005 | Statele Unite ale Americii                        | Ken Kwapis             |
| The Sisterhood of the Traveling Pants | 2005-05-31 | Statele Unite ale Americii                        | Ken Kwapis             |
| Open Window                           | 2006-07 | Statele Unite ale Americii                        |                        |
| Brooklyn Rules                        | 2007 | Statele Unite ale Americii                        | Michael Corrente       |
| Margot at the Wedding                 | 2007 | Statele Unite ale Americii                        | Noah Baumbach          |
| Elegy                                 | 2008 2008-08-14 | Statele Unite ale Americii                        | Isabel Coixet          |
| Whatever Works                        | 2009 2009-12-03 | Statele Unite ale Americii                        | Woody Allen            |
| He's Just Not That Into You           | 2009-02-12 2009-02-26 2009 | Statele Unite ale Americii Germania Țările de Jos | Ken Kwapis             |
| Prietenie cu folos                    | 2011-07-22 2011-09-16 2011-09-08                                                                                                 | Statele Unite ale Americii                        | Will Gluck             |
| Big Miracle                           | 2012 2012-02-16 2012-02-23 | Regatul Unit Statele Unite ale Americii           | Ken Kwapis             |
| Rock of Ages                          | 2012-06-13 2012-06-14 2012-06-21                                                                                                 | Statele Unite ale Americii                        | Adam Shankman          |
| CBGB                                  | 2013-09-05 | Statele Unite ale Americii                        | Randall Miller         |
| Moms' Night Out                       | 2014 | Statele Unite ale Americii                        | Andrew Erwin Jon Erwin |
| Cum să fii singur și fericit          | 2016-04-07 2016-02-11 2016 | Statele Unite ale Americii                        | Christian Ditter       |
| Aftermath                             | 2017-06-01 2017 | Statele Unite ale Americii                        | Elliott Lester         |

## Legături externe
- Site web oficial
- Cliff Eidelman la Internet Movie Database
- Cliff Eidelman la Filmtracks.com
- Cliff Eidelman Arhivat în 10 noiembrie 2013, la Wayback Machine. la SoundtrackNet